# Minangkabau
Minangkabau är ett språk som talas av omkring 6,5 miljoner människor, främst av folkgruppen Menangkabau på Sumatra i Indonesien. Det är ett sunda-sulawesiskt språk i den malajo-polynesiska delen av den austronesiska språkfamiljen.